# Дампјер ан Ивлен
Дампјер ан Ивлен (фр. Dampierre-en-Yvelines) насеље је и општина у Француској у региону Париски регион, у департману Ивлен која припада префектури Рамбује.
По подацима из 2011. године у општини је живело 1110 становника, а густина насељености је износила 99,37 становника/km². Општина се простире на површини од 11,17 km². Налази се на средњој надморској висини од 100 метара (максималној 178 m, а минималној 85 m).

## Демографија
| 1962. | 1968. | 1975. | 1982. | 1990. | 2011. |
| ----- | ----- | ----- | ----- | ----- | ----- |
| 591   | 601   | 740   | 999   | 1.030 | 1.110 |

График промене броја становника у току последњих година